# Podochela lamelligera
Podochela lamelligera är en kräftdjursart som först beskrevs av William Stimpson 1871.  Podochela lamelligera ingår i släktet Podochela och familjen Inachidae. Inga underarter finns listade i Catalogue of Life.